# الجدار الميدي
الجدار الميدي وهو جدار بني في شمال مدينة بابل الأثرية بين نهري دجلة والفرات بني هذا الجدار من الأسفلت ويعتقد أن هذا الجدار بني في زمن الملك نبوخذ نصر الثاني لحماية بابل من غزوات الميديين، وأول من تكلم عن هذا الجدار هو المؤرخ الإغريقي زينوفون.

## فهرس
- Warner, Rex, trans. Xenophon - The Persian Expedition. Introduction & Notes by George Caldwell. England: Penguin Books, 1949–1972. (ردمك 978-0-14-044007-2).